# Glareola cinerea
Glareola cinerea е вид птица от семейство Glareolidae.

## Разпространение
Видът е разпространен в Ангола, Бенин, Буркина Фасо, Габон, Екваториална Гвинея, Камерун, Демократична република Конго, Република Конго, Мали, Нигер, Нигерия, Централноафриканската република и Чад.